# Major Key
Major Key è il nono album in studio di DJ Khaled, pubblicato nel 2016.

## Tracce
1. I Got the Keys (featuring Jay Z & Future) – 3:39
2. For Free (featuring Drake) – 3:03
3. Nas Album Done (featuring Nas) – 3:16
4. Holy Key (featuring Big Sean, Kendrick Lamar & Betty Wright) – 4:41
5. Jermaine's Interlude (featuring J. Cole) – 3:03
6. Ima Be Alright (featuring Bryson Tiller & Future) – 4:06
7. Do You Mind (featuring Nicki Minaj, Chris Brown, August Alsina, Jeremih, Future & Rick Ross) – 5:25
8. Pick These Hoes Apart (featuring Kodak Black, Jeezy & French Montana) – 4:51
9. Fuck Up the Club (featuring Future, Rick Ross, YG & Yo Gotti) – 3:51
10. Work for It (featuring Big Sean, Gucci Mane & 2 Chainz) – 4:50
11. Don't Ever Play Yourself (featuring Jadakiss, Fabolous, Fat Joe, Busta Rhymes & Kent Jones) – 5:31
12. Tourist (featuring Travis Scott & Lil Wayne) – 4:33
13. Forgive Me Father (featuring Meghan Trainor, Wiz Khalifa & Wale) – 4:06
14. Progress (performed by Mavado) – 2:58